# アップルベーシック
アップルベーシックは、近藤功司が製作し、冒険企画局によって発表されたテーブルトークRPGの汎用ルール。単体では発表されず、各サプリメントと共に発表された。
正式にはキャラクター作成や判定に関する基本システムと戦闘に関するシステム部分に分かれ、それぞれ「アップル・ベーシック・キャラクター・デザイン・イクイップメント（ABCDE:Apple Basic Character Design Equipment）」、「オレンジ・プラス・クイックコンバット・リザルト(OPQR:Orange Plus Quick-combat Result)」と名づけられている。
アップルベーシックのゲームのほとんどは長編のリプレイとルールが同時に掲載されており、ゲームとしてだけでなく読み物としても意識された商品であった。

## システム
アップルベーシックは具体的なルールはゲームによって異なるが、基本的な行為判定のシステムはアップルベーシックの全てで統一されている。
まず、アップルベーシックでのプレイヤーキャラクターは、「ファクター」（能力値）と「スキル」（技能）によって構成されている。ファクターやスキルの名前はゲームによって異なる。
スキルはファクターと関連づけられて存在する。例えば、「肉体」というファクターがあればそれに関連して「格闘術」「重量上げ」「ジャンプ」などのスキルが存在し、「知力」というファクターがあればそれに関連して「魔法知識」「言語学」「心理学」などのスキルが存在することになる。ファクターには能力数値が設定されており、能力数値と同じ数だけそのファクターに属するスキルを習得できる。なお、スキルにもレベル値が設定されている。
アップルベーシックでの行為判定は以下のような手順で行われる。
1. ゲームマスターは判定に使用するためのファクターもしくはスキルを指定する
2. プレイヤーキャラクターは、指定されたファクターもしくはスキルの数値と同じ回数だけ六面体サイコロ二個を振る。
3. ゾロ目が1回でも出ればその判定は成功である。複数回ゾロ目が出た場合は、ゾロ目が出た回数が判定の「達成値」となる。戦闘など他者と対決する判定のときは達成値を比べあい高いほうが勝ちとなる。

## アップルベーシックを搭載したゲーム

### 宙出版
私立赤霧学園 （ISBN 4-391-11259-0）
ゲームデザイン : 松田耕作、イラスト : 洞沢由美子
現代日本を舞台に、私立学校・赤霧学園高等部の生徒が校内で起きた事件を調査する、いわば少年探偵団もの。キャラクターは特別な能力を全く持たない平凡な高校生であり、学校の教科名で示されるファクターも半数以上が情報収集に関するものである。
シリーズ作品の中では最もシンプル、かつ最も現実世界に近いのが特徴。
こちら榊心霊相談室 （ISBN 4-391-11260-4)
ゲームデザイン : わきあかつぐみ、イラスト : かしわひろみ
現代日本を舞台に、「榊心霊相談室」の調査員として怪奇事件を解決する。ヒロイン（ヒーロー）ポイントが導入されている。
光と闇のレジェンド
ゲームデザイン : 鳥居雅博、イラスト : 秋乃茉莉
シェルという魔法の鎧を身に着け、この世の悪と戦うヒロイック・ファンタジーもの。
- 光と闇のレジェンド 黄昏の街 エプリエル （ISBN 978-4391112610）
- 光と闇のレジェンドII 光の街 フェリル （ISBN 978-4391112962）
- 光と闇のレジェンドIII 闇の街 ディモス （ISBN 978-4391113310）
- 光と闇のレジェンドIV 遺跡の街 ファラム （ISBN 978-4391114423）
- 光と闇のレジェンド RPGルール編 （ISBN 4-391-11443-7）

タイムスライダー Λ（ラムダ）時空管理局 （ISBN 4-391-11295-7）
ゲームデザイン : 近藤功司、イラスト : 広野宇宙緒
時空管理局の指令を受け、歴史に影響を及ぼす事件の解決を目指す作品。時を越える方法はさまざまで、直接タイムトラベルを行うほか、手紙で情報だけを送ったり意識のみを該当する時間の人物に憑依させたりする。しかし基本的にどれも詳細なルールは設定されておらず、実施に当たってはシナリオの都合とゲームマスターの意思に任されている。
戦闘ルールもあるが、必然的に異文化と接する展開になるため、スキルは調査・交渉に属するものが半分を占めている。また、キャラクターの個性化のためにあえて「弱点」のスキルが設定されているのが特徴的である。
おねがい！ご先祖さま 予言者たちの神殿 （ISBN 4-391-11330-9）
ゲームデザイン : 松田耕作、イラスト : 姫木薫理
現代日本を舞台に、守護霊の力を借りて事件を調査する。キャラクターのスキルが、すべてキャラクター本人ではなく守護霊の能力という極めて独創的な設定を導入している。
表題になっている「ご先祖さま」とは最も強力な守護霊のことである。助言やダメージの身代わりなど、なにかとキャラクターの支えになってくれるが、頼りすぎて霊力が尽きると昇天し、スキルも失われる。その場合、2番目に高いスキルが新たなご先祖さまに昇格する。
上記のように、本作でのご先祖さまは必ずしも血統上の尊属を意味しない。守護霊の中には動物霊も数多くいるので、スッポンや深海魚がご先祖さまということもありうる。
ウィッチクエスト
ゲームデザイン : わきあかつぐみ、イラスト : 九月姫
魔女が実在するファンタジー世界で、13歳の魔女と使い魔の猫のペアが困っている人たちを助ける、ほのぼのとしたエブリディ・マジックもの。

### マイクロデザイン出版局
RPGシナリオメイカー 6つの世界の物語 （ISBN 4-944000-16-2）
ゲームデザイン：わきあかつぐみ。『ぱられる☆ろ〜る』のみ、奈那内さなぎとの共同。
一冊の本の中にジャンルの異なる6種類のシステムが同梱されておりアップルベーシックの可能性を示している。ダイスをふることにより、シナリオアイディアの参考となる文章が作れるシステムが記載されている。
- クルセイダーズ！（ヒロイック・ファンタジー）
- 天晴、傾奇者（時代劇ファンタジー）
- It Makes Me insane...（クトゥルフ系ホラー）
- the WORD of WARLOCK（ハイ・ファンタジー）
「ユキリア世界」の一地方「シーアイルス」を舞台にしている。また『ウィッチクエスト』と組み合わせてプレイすることも示唆されていた。
- STAR-RAIN&BOW（SF）
- ぱられる☆ろ〜るRPG（エブリディ・マジックならぬエブリディ・サイエンスもの）
うる星やつらやドラえもんのような「現代を舞台にしたSFスラップスティックコメディ」をテーマにしている

### 講談社
能登半島幽霊事件 （ISBN 4-06-198621-X）
ゲームデザイン : 星宮すみれ
風見潤のミステリー小説『幽霊事件シリーズ』のゲーム化。講談社X文庫ティーンズハートで発売された。

### 社会思想社
二つの川の物語RPG
ゲームデザイン : わきあかつぐみ / 星宮すみれ
ウォーロック誌44号掲載（48号にも再掲）。ユキリア世界を舞台とした同誌の読者参加企画をTRPG化したもの。単行本化の企画もあったが、実現しなかった。